# Jason Dean Hall
Jason Dean Hall (Lake Arrowhead, 28 aprile 1972) è un attore, sceneggiatore e produttore cinematografico statunitense.

## Biografia
Jason è nato a Lake Arrowhead, nella Contea di San Bernardino. Si è diplomato alla Phillips Exeter Academy, dopodiché ha studiato business, lingua inglese e cinema alla University of Southern California.
Ha cominciato la sua carriera come attore televisivo interpretando Devon MacLeish nella serie Buffy l'ammazzavampiri. In seguito ha continuato a interpretare piccoli ruoli in serie quali CSI: Miami e Senza traccia.
Come sceneggiatore ottiene una certa notorietà per American Sniper, per il quale è stato candidato all'Oscar alla migliore sceneggiatura non originale.

## Filmografia

### Attore

#### Cinema
- Me and Will, regia di Melissa Behr e Sherrie Rose (1999)
- Jack Frost 2 - La vendetta del pupazzo killer, regia di Michael Cooney (2000)
- American Sniper, regia di Clint Eastwood (2014)

#### Televisione
- Pacific Blue - serie TV, 1 episodio (1996)
- Buffy l'ammazzavampiri - serie TV, 8 episodi (1997 - 1999)
- Providence - serie TV, 1 episodio (1999)
- The District - serie TV, 1 episodio (2000)
- 44 Minutes: The North Hollywood Shoot-Out - film TV (2003)
- Miss Match - serie TV, 1 episodio (2003)
- Senza traccia - serie TV, 1 episodio (2003)
- CSI: Miami - serie TV, 1 episodio (2005)

### Sceneggiatore
- Toy Boy - Un ragazzo in vendita, regia di David Mackenzie (2009)
- Il potere dei soldi, regia di Robert Luketic (2013)
- American Sniper, regia di Clint Eastwood (2014)
- Thank You for Your Service, regia di Jason Hall (2017)
- Gran Turismo - La storia di un sogno impossibile (Gran Turismo), regia di Neill Blomkamp (2023)

### Produttore
- Me and Will, regia di Melissa Behr e Sherrie Rose (1999)
- Toy Boy - Un ragazzo in vendita, regia di David Mackenzie (2009)
- American Sniper, regia di Clint Eastwood (2014)
- Gran Turismo - La storia di un sogno impossibile (Gran Turismo), regia di Neill Blomkamp (2023)

### Regista
- Thank You for Your Service (2017)

## Doppiatori italiani
Nelle versioni in italiano delle opere in cui ha recitato, Jason Dean Hall è stato doppiato da:
- Fabrizio Odetto in CSI: Miami